# قياس الطيف بالليزر

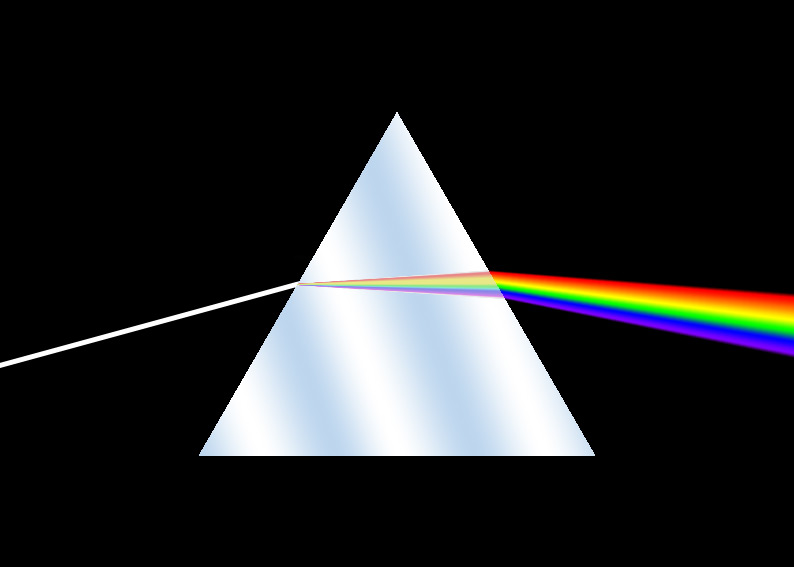
تحليل الضوء الأبيض إلى طيف بواسطة منشور زجاجي

قياس الطيف بالليزر يشير مقياس طيف الامتصاص بالليزر إلى التقنيات التي تستخدم أشعة الليزر لتقييم تركيز أو كمية الأنواع في الطور الغازي بواسطة مطياف الامتصاص.

## نبذة
التقنيات الطيفية الضوئية بشكل عام، والتقنيات القائمة على الليزر على وجه الخصوص، لديها إمكانات كبيرة للكشف عن ومراقبة المكونات في مرحلة الغاز. إنها تجمع بين عدد من الخصائص المهمة، على سبيل المثال حساسية عالية وانتقائية عالية مع قدرات الاستشعار عن بعد غير تدخلية.
أصبح مقياس طيف الامتصاص بالليزر التقنية الأكثر استخدامًا لإجراء تقييمات كمية للذرات والجزيئات في الطور الغازي. إنها أيضًا تقنية مستخدمة على نطاق واسع لمجموعة متنوعة من التطبيقات الأخرى، على سبيل المثال في مجال قياس التردد البصري أو في دراسات تفاعلات المادة الخفيفة. الأسلوب الأكثر شيوعًا هو التحليل الطيفي لامتصاص ليزر الصمام الثنائي الذي أصبح تجاريًا ويستخدم في مجموعة متنوعة من التطبيقات.